# Quận Horry, South Carolina
Quận Horry (/ˈɔəriː/ O-REE) là một quận trong bang South Carolina. Quận được đặt tên theo anh hùng trong cuộc chiến tranh cách mạng Mỹ Peter Horry..
Dân số năm 2000 của quận này là 217.608 người. Năm 2005, Cục điều tra dân số Hoa Kỳ ước tính dân số quận này là 226.992 người. Thành lập năm 1801, Quận lỵ đóng ở Conway6, và thành phố lớn nhất là Myrtle Beach. Quận này có chung với quận Georgetown một vành các bãi cát và đảo có tên Grand Strand, là địa điểm du lịch lớn.

## Địa lý
Theo Cục điều tra dân số Hoa Kỳ, quận có tổng diện tích 1.255 dặm Anh vuông (3.250 km²), trong đó, 1.134 dặm Anh vuông (2.936 km²) là diện tích đất và 121 dặm Anh vuông (314 km²) trong tổng diện tích (9.66%) là diện tích mặt nước.

### Các quận giáp ranh
- Quận Columbus, Bắc Carolina - Đông bắc
- Quận Brunswick, Bắc Carolina - Đông
- Quận Georgetown, Nam Carolina - Tây nam
- Quận Marion, Nam Carolina - Tây
- Quận Dillon, Nam Carolina - Tây bắc

### Các khu bảo tồn quốc gia
- Waccamaw National Wildlife Refuge (một phần)

## Thông tin nhân khẩu
Theo cuộc điều tra dân số2 estimates of 2003, có 210.757 người, 81.800 hộ, và 54.478 gia đình. Mật độ dân số là 173 người trên mỗi dặm Anh vuông (67/km²). Đã có 122.085 đơn vị nhà ở với một mật độ bình quân là 108 trên mỗi dặm Anh vuông (42/km²).  Cơ cấu chủng tộc của dân cư sinh sống tại quận này gồm 81,05% người da trắng, 15,50% người da đen hoặc người Mỹ gốc Phi, 0.40% người thổ dân châu Mỹ, 0.76% người gốc châu Á, 0,06% người các đảo Thái Bình Dương, 1,16% từ các chủng tộc khác, và 1,07% từ hai hay nhiều chủng tộc.  2.57% dân số là người Hispanic hoặc người Latin thuộc bất cứ chủng tộc nào.
Có 81.800 hộ trong đó có 26,30% có con cái dưới tuổi 18 sống chung với họ, 51.40% là những cặp kết hôn sinh sống với nhau, 11.50% có một chủ hộ là nữ không có chồng sống cùng, và 33.40% là không gia đình. 25,80% trong tất cả các hộ gồm các cá nhân và 8.50% có người sinh sống một mình và có độ tuổi 65 tuổi hay già hơn.  Quy mô trung bình của hộ là 2.37 còn quy mô trung bình của gia đình là 2.84.
Cơ cấu độ tuổi dân cư quận này như sau 21.30% dưới độ tuổi 18, 9.40% từ 18 đến 24, 29.30% từ 25 đến 44, 25.00% từ 45 đến 64, và 15.00% người có độ tuổi 65 tuổi hay già hơn.  Độ tuổi trung bình là 38 tuổi. Cứ mỗi 100 nữ giới thì có 96.40 nam giới. Cứ mỗi 100 nữ giới có độ tuổi 18 và lớn hơn thì, có 94.10 nam giới.
Thu nhập bình quân của một hộ ở quận này là $36.470, và thu nhập bình quân của một gia đình ở quận này là $42.676. Nam giới có thu nhập bình quân $27.663 so với mức thu nhập $21.676 đối với nữ giới. Thu nhập bình quân đầu người của quận là $19.949. Khoảng 8.40% gia đình và 12,00% dân số sống dưới ngưỡng nghèo, bao gồm 17.90% những người có độ tuổi 18 và 8.70% là những người 65 tuổi hoặc già hơn.

## Thành phố và thị xã

### Thành phố lớn
- Conway
- Myrtle Beach
- North Myrtle Beach

### Thành phố nhỏ hơn và thị xã
- Aynor
- Garden City
- Loris
- Surfside Beach

### CDP's
- Atlantic Beach
- Briacliffe Acres
- Bucksport
- Forestbrook
- Little River
- Red Hill
- Socastee

### Các cộng đồng không hợp nhất
- Allsbrook
- Baxter Forks
- Bayboro
- Brooksville
- Bucksville
- Burgess
- Carolina Forest
- Cherry Grove
- Cool Spring
- Crescent Beach
- Daisy
- Galivants Ferry
- Glass Hill
- Green Sea
- Gurley
- Hand
- Hickory Grove
- Homewood
- Ingram Beach
- Ketchuptown
- Konig
- Lakewood
- Longs
- Nixonville
- Nixons Crossroads
- Ocean Drive Beach
- Pine Island
- Poplar
- Red Bluff Crossroads
- Shell
- Springmaid Beach
- Toddville
- Wampee
- Windy Hill

### Các xa lộ chính
| - Interstate 73 (future) - Interstate 74 (future) - Interstate 174 (future) - U.S. 17 - · U.S. 17 Business - U.S. 76 - U.S. 378 - U.S. 501 | - · U.S. 501 Business - U.S. 701 - SC 9 - · SC 9 Business - SC 22 - SC 31 - SC 65 - SC 73 | - SC 90 - SC 179 - SC 319 - SC 410 - SC 544 - SC 707 - SC 905 - SC 917 |  |